# Lochem

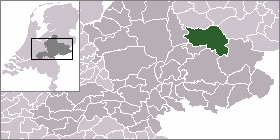
Lochems läge

Lochem är en kommun i provinsen Gelderland i Nederländerna. Kommunens totala area är 216,48 km² (där 2,76 km² är vatten) och invånarantalet är på 32 823 invånare (2005).